# Johannes de Doper in de wildernis (Geertgen tot Sint Jans)
Johannes de Doper in de wildernis is een schilderij dat vrijwel unaniem wordt toegeschreven aan Geertgen tot Sint Jans.

## Voorstelling
Het paneel beeldt Johannes de Doper af, te herkennen aan zijn attribuut: het lam van God. Johannes bevindt zich in de wildernis, waar hij volgens het Evangelie volgens Matteüs 3:1-6 optrad. Op Matteüs gaat ook het bruine kleed (volgens Matteüs van kamelenhaar) dat Johannes op het paneel draagt terug. Dat Johannes zich in eenzaamheid afzonderde en in gedachten verzonken was, zoals op het schilderij, staat echter niet zo in Mattheüs. Mogelijk is dit element dan geïnspireerd op ideeën dat Johannes een soort voorloper van heremieten (monniken die in afzonderingen leven) was, zoals bijvoorbeeld in de Vita Christi van Ludolf van Saksen.
Een bijzonder detail vormen de voeten van Johannes. Mogelijk gaat het slechts om een levendige weergave van iemand die diep in gedachten is, maar er is ook geopperd dat de voeten op deze manier (enigszins over elkaar gekruist) verwijzen naar de kruisiging van Jezus of het Laatste oordeel.

## Geschiedenis
Het is niet bekend wanneer het paneel geschilderd is. Vanwege verwantschap in stijl en uitvoering met de twee panelen waarvan het zeker is dat ze van Geertgen zijn, wordt dit paneel ook aan hem toegeschreven. Die twee panelen worden vaak rond 1485 gedateerd, zodat deze periode ook wel is voorgesteld als ontstaansperiode voor het paneel van Johannes de Doper in de wildernis. Het paneel wordt daarna mogelijk genoemd in 17e-eeuwse stukken als een schilderij dat zich in het klooster van de Jansheren te Haarlem bevond, maar van later datum is er verder geen documentatie. Aan het einde van de 19e eeuw komt het paneel weer boven water, wanneer het in het bezit is van de Engelse schilder Charles West Cope. Aanvankelijk meende men dat het schilderij van Joachim Patinir was, tot het in 1902 aan Geertgen werd toegeschreven.